# Бойко, Галина Николаевна (педагог)
Галина Николаевна Бойко (укр. Галина Миколаївна Бойко; род. 1966) — советская и украинская тренер и педагог; Заслуженный тренер Украины (2003), Заслуженный работник физической культуры и спорта Украины (2012), Кавалер ордена «За заслуги» III степени (2024), Ордена Княгини Ольги II (2016) и III (2008) степени. Автор многих научных и учебно-методических работ.

## Биография
Родилась в 1966 году.
В 1987 году окончила Днепропетровский государственный институт физической культуры (ныне Приднепровская государственная академия физической культуры и спорта) по специальности «Физическое воспитание и спорт», квалификация  преподаватель тренер по плаванию. Кандидат психологических наук с 2003 года, тема диссертации “Підготовка підлітків із синдромом Дауна до психосоціальної інтеграції в суспільство (на матеріалах плавання)”. Доктор педагогических наук с 2013 года, тема диссертации “Теоретико-методологічні засади психолого-педагогічного супроводу спортивної діяльності спортсменів високої кваліфікації (на матеріалах плавання у спорті інвалідів)”.
С 1991 по 1998 годы работала в Полтавском национальном педагогическом университете имени В. Г. Короленко, где прошла путь от преподавателя кафедры физического воспитания до старшего преподавателя кафедры теории и методики физического воспитания. С 1998 по 2002 год - аспирант кафедры социальной психологии Южноукраинского государственного педагогического университета имени И. Мечникова. 2001-2006/2009-2016 года Галина Бойко преподавала в Полтавском институте экономики и права Открытого международного университета развития человека «Украина», где прошла путь от старшего преподавателя кафедры физической реабилитации до профессора, заведующего кафедры физической реабилитации и физического воспитания. 
С 2006 по 2009 год - докторант кафедры Олимпийского и профессионального спорта НУФВСУ (Киев).
С 2007 года - тренер штатной Паралимпийской сборной команды Украины по плаванию 
С 2017 года профессор кафедры коррекционного образования и специальной психологии Харьковской гуманитарно-педагогической академии.
С мая 2020 года Галина Николаевна Бойко работает тренером-преподавателем Полтавской областной реабилитационно-спортивной школы инвалидов «Инваспорт», является членом Украинской федерации спортсменов с недостатками умственного и физического развития.
Среди её учеников — три Заслуженных мастера спорта Украины, 4 мастера спорта международного класса и 12 мастеров спорта Украины. В их числе — Дмитрий Виноградец, Евгений Богодайко, Ярослав Денисенко, Юрий Божинский и Оксана Хруль.
Была замужем за Сергеем Калайдой — тоже заслуженным тренером Украины (ум. 2017).

## Награды
- Награждена орденом «За заслуги» III степени (2024)[8], орденом Княгини Ольги ІІІ степени (2008) и орденом Княгини Ольги II степени (2016)
- Стипендиат Президента Украины в области физического воспитания и спорта (2007—2020 годы).
- Награждена грамотой Национального олимпийского комитета Украины (2011 год), а также грамотами Кабинета министров Украины, Верховной Рады Украины (2019 год) и Полтавской областной рады за весомый вклад в развитие паралимпийского спорта (плавание).